# Carlos Basombrío Ormeño
Carlos Alberto Basombrío Ormeño (Lima, 21 de octubre de 1971) es un exfutbolista peruano. Se desempeñaba como lateral derecho. Actualmente, se desempeña como director técnico del equipo de Exalumnos del Colegio San José Hermanos Maristas del Callao.

## Trayectoria
Apodado «Gato», fue un gran carrilero. Debutó en Alianza Lima, club en el que fue formado, en 1989 bajo la dirección de Miguel Company. Debutó en la posición en la que fue formado, la de puntero por derecha; sin embargo, con el correr de los años, Miguel Ángel Arrué lo reconvierte en lateral derecho, posición en la que se mantuvo hasta el final de su carrera y que le granjeó ser convocado a la selección de su país. Para finales de la década de 1990, se unió a los demás peruanos que emigraron en masa a la liga griega fichando por el Veria, donde compartió equipo con el también exaliancista Frank Ruiz. Tras su paso por Grecia, volvió al club de sus amores, Alianza Lima; luego pasó al Juan Aurich donde se retiró.
| Club         | País   | Año         | PJ | GF |
| ------------ | ------ | ----------- | -- | -- |
| Alianza Lima | Perú   | 1989 - 1998 | ?  | 15 |
| Veria F.C.   | Grecia | 1998 - 1999 | 15 | 0  |
| Alianza Lima | Perú   | 2000 - 2002 | ?  | 0  |
| Juan Aurich  | Perú   | 2002        | ?  | ?  |

## Palmarés
| Título           | Club         | País | Año  |
| ---------------- | ------------ | ---- | ---- |
| Torneo Apertura  | Alianza Lima | Perú | 1997 |
| Torneo Clausura  | Alianza Lima | Perú | 1997 |
| Primera División | Alianza Lima | Perú | 1997 |